# ファスト&ラウド
『ファスト＆ラウド』（原題：Fast N' Loud ）は、ディスカバリーチャンネルで放送されていた自動車番組・リアリティ番組である。本国アメリカでは2020年現在、シーズン15まで制作されている（ただし日本放送版とはシーズンの区切り方が異なる）。日本ではDplay、AbemaTV、GYAO!ストアなどの動画配信サイトでも一部の話数は視聴可能である。BS11では新たに日本語吹替を行って放送し、ディスカバリーチャンネルでも以後は吹替版を放送している。

## 概要
アメリカテキサス州ダラスにある自動車販売会社ガス・モンキー・ガレージ（以下GMGと表記）のリチャードが、全米のガレージや納屋に眠っている古くてレアな車を購入し転売して大儲けを狙う。
同系統の番組として同じくディスカバリーに『名車再生!クラシックカー・ディーラーズ』があるが、あちらは1話につき1台であるが、こちらは1話で平均すると2～3台は扱っている。購入した車をカスタムする事もあるが、大半はそのまま、あるいは数百ドル程度の最低限の修理しかせずに転売するのが特徴である。また番組で購入したものの、その後がどうなっているのか不明な車も多い。
番組でカスタムした車は、一般人に売る事もあるが、企業やタレントまたはセレブに販売することが多い。シーズン2の頃に店のクルーから「将来、セレブ御用達の豪華な店にするつもりか？」と言われていたが、実際そうなってきている。そしてそれらの顧客は、GMGに非常に高い利益をもたらしている。

### 関連番組
- 『ファスト＆ラウド 衝撃動画DX』（原題：Fast N' Loud Demolition Theater）

リチャードとアーロンが車関係の衝撃映像（事故・ハプニング・スタント失敗など）を鑑賞しながら、コメントをする番組。当事者がゲスト出演することもある。
- 『ミスフィット・ガレージ』（原題：Misfit Garage）

GMGの元・従業員による新会社ファイアード・アップ・ガレージ（以下FUG）を舞台としたスピンオフ番組。番組の制作会社は同じで、リチャードやアーロンなどGMGスタッフも出演する実質的な兄弟番組。
- 『ガレージ・リハブ』（原題：Garage Rehab）

GMGで成功者となったリチャードが、潰れかかっている自動車修理工場やカスタムショップを、資金を出す代わりに新たな経営者となり立て直すという番組。
- 『シフティング・ギア』（原題：Shifting Gears with Aaron Kaufman）

GMGを辞めたアーロンが、自身の店「アークライト」を開店し、車を改造してレースに出場するなど、自分のやりたい事をやる番組。リチャードなど他のGMGのスタッフは出演していない。

## 出演者

### ガス・モンキー・ガレージ
リチャード・ローリングス（英語: Richard Rawlings）
出演：シーズン1 - 現在
GMGのオーナー。1969年生まれ。8～17歳まで朝3時に起きて父親と新聞配達をするなど苦労していた。この惨めな体験で、金の価値を教わったという。84年にイースタンヒルズ高校に入学。当時はスポーツマンとはほど遠く、真ん中分けの超オタク系。最初に買った車は緑のマーキュリー・コメット。車イジリは凄くて、ドーナツターンはこの頃からやっていた。本人はイケてるつもりだったが、周りからは”へどコメット”と呼ばれ、全然モテなかった。卒業後は消防士・救急救命士として働いていたこともある。その後は印刷会社をやったり、車の転売をしてお金を稼いでいたが、一念発起して自分の店ガス・モンキー・ガレージを開店。2005年に『オーバーホール 改造車の世界』にアーロンと共にAチームのメンバーとして出演。この番組に呼んで貰った事で道が開けたため、チップの事は恩人だと言っている。そして2012年より自身の店を舞台にした番組『ファスト&ラウド』の放送を開始する。現在は車専門のバイヤーではなく、レストランやライブハウスの経営、自社製のテキーラやエナジードリンクを販売するなど実業家としても成功している。番組初期は車を押したり、洗車をしたりといった肉体労働もしていたが、店が大きくなってからはやっていない。パーティやイベントには積極的に参加し、その都度人脈作りの大切さを語っている。GMGが他の店よりはるかに大きな利益を出せるのは、彼のセレブ人脈によるところが大きい。両手を突き出して「ワォ」という決めポーズがある。決め台詞は「Get you some of that!!」で、日本語訳は｢ざまあみろ｣｢まいったか｣「やってやる」などその時の状況や言い方でかなりのバリエーションがある。ちなみにこの言葉はGMGのシャッターにも大きく書かれている。
車両の買い付けや売却時の価格交渉術にも長けており、転売だけで巨額の利益を出すこともしばしば。経営者らしく時間的・金銭的なコストには大変にシビアで、短い納期で辟易するクルーを煽り立てるのは日常。自社の作品が掲載された雑誌をクルーに配るも有償販売とし、「くれないのか、ケチだな」と呆れられることもあった。反面、良い取引が決まって上機嫌な時はクルーにランチを奢ったり、無理な納期で徹夜するクルーに出前を振る舞ったりといった気前の良さもある。
私生活では1993年に最初の妻であるカレンと結婚するも、1999年に離婚している。同年2番目の妻のスザンヌと再婚。しかし2009年に離婚。2015年にスザンヌと再婚するも、2019年に3度目の離婚をしている。ケーシーとの世間話で、妻が最優先になるので車好きにとって結婚は厄介なもの、という話をしている。大のビール好きでもあり、仕事が上手くいった時、逆に上手くいかなかった時もヤケ酒のように飲む。「ビール係！」もこの番組を代表するかけ声である。2015年5月に自叙伝を発売するが、タイトルは『Fast N’Loud：血と汗とビール』である。しかしケーシーにはビール腹だと注意された事もある。車だけではなくバイクも好きで、番組内でも何台か自分用のバイクを購入している。

#### メカニック
アーロン・カウフマン（英語: Aaron Kaufman）
出演：シーズン1 - シーズン4
番組での肩書きはマスター・メカニック。番組が始まる10年前に自身の店に客として訪れたリチャードのエアサスを直したのがキッカケで、一緒に店をやらないかと誘われGMGを始めた。元々の店はその時に閉めている。
カスタムする上で嫌いなのは「50年前のダサいデザインにそっくりそのまま戻すことだ」と語っており、古い車はパーツが手に入らずボルト1本すら厳重に管理しないといけないため「だからレストアは嫌い」とも発言している。いわゆるホットロッドと呼ばれる改造を得意としており、リチャードも「アーロンがやるのは、よりカッコよく、より速く、より車高を下げるような改造だ」、レストアは「アーロン向きじゃない」と言っている。
シーズン4で3週間の休暇を取得、職場復帰後に「休んでる間に考えたんだ。俺には店での仕事以外にやりたいことがある。今後は自分の道を歩むよ」と宣言。リチャードは、アーロンが意固地で、自分が主張したことは決して曲げないなのは知っており「（この決断が）間違っていたとしても、誰にも止められない」として受け入れた。これにより2人の関係は14年目で終止符が打たれた。
レースが好きで、番組で自分用のレースカーを制作していた。ドライバーとしてはパイクスピークにも何度か参戦している。GMGを辞めた後は、自分の番組『シフティング・ギア』で、やはりレースに参加している。
ケーシー K.C. Mathieu
出演：シーズン1 - シーズン3
塗装担当。番組での肩書きはペイント・スペシャリスト。元々実家の父親が塗装と板金の仕事をやっており、初登場時は外注の塗装店として作業していた。自分の店を辞めたわけではなく掛け持ちのような状態だった。GMGはあくまで副業だったが、店が大きくなりどんどん忙しくなってしまい家族との時間が作れなくなった事と、自分の店に専念するためにシーズン3第19回をもってGMGを去った。
雇い主であるリチャードにも物怖じせず意見したり、ビールを奪ったりとかなりフレンドリーに接する。その理由はかなり昔からの顔なじみであるため。上司と部下という関係ではなく、友達に近い。本人の言葉だと「俺のボスであり、ダチ」。リチャードの「お前と俺とアーロンで三銃士だろ」というセリフからも、他のスタッフより特別な存在であった事がうかがえる。独立後はK.C.'s PAINT SHOPとしてGMGの仕事を受け、外注として出演した。その後は塗装屋から、内装以外のすべてを行うカスタムショップへと変更。GMGを辞めたキーナンもこの店で働いている。2人で『ミスフィット・ガレージ』に車の売り手としても出演した。
スコット Scott Mcmillan
出演：シーズン1→『ミスフィット・ガレージ』

GMG開業時からの古参スタッフで、溶接もできる貴重な整備士。シーズン1第13回で、自分の店を持つ話があり、30歳という節目の年でもあったことから「リスクを冒してでもやりたい」とリチャードに直談判し辞めた。
その後、トーマス、トム、ジョーダンと共にFUGを開店した。円満退社かと思われたが『ミスフィット・ガレージ』での紹介文は「低賃金でこき使われ店を去った」とされている。
トム Tom Smith
出演：シーズン1 - シーズン2→『ミスフィット・ガレージ』
体重１４３キロの巨漢。性格はお調子者。遅刻が多いのと。指示に従わなかったとして、シーズン2第21回でジョーダンと共に解雇された。その後4人でFUGを開店した。初期のムードメーカーで、FUGのトーマスがリチャードに、店の経営相談をした時に、「トムにTシャツを売らせたらいい、彼は一番の人気者だろ」と言った。事実、GMG時代にも車のヒストリーをトムが話したりと、番組での出番も他のスタッフと比較してアーロンの次に多い。クビになったにもかかわらず、名珍場面SP1に出演していたりする。
ジョーダン Jordan Butler
出演：シーズン1 - シーズン2→『ミスフィット・ガレージ』
体重118キロでGMGイチの巨漢。非常に自信家な性格。他人を認めようとしないため、プロジェクトの指揮を執っていたジェイソンの指示にも従わなかった。そのため シーズン2第21回をもってリチャードによって解雇された。その後4人でFUGを開店した。
キーナン Keenan Hons
出演：シーズン1 - シーズン4　 シーズン５ - 現在
塗装担当。ケーシーやマイクの補佐。1987年生まれ。大人しい性格。リチャードや親しい者は｢Keke（キーキー）｣という愛称で呼ぶ。以前ケーシーの店で一緒に働いていた事もあるが、その後は無職だった。スコットが辞め人手不足になったため、シーズン1第13回で急遽雇われた人材。溶接と塗装ができ、リチャードとアーロンにも認められ正式に採用されたが、車の運搬時にいきなり脱輪させるなど運転は苦手だった。「回想SP-お気に入り編」にて週休3日という好条件でケーシーの店に引き抜かれ、GMGを辞めていた事が判明。彼の性格らしく「俺はこっそり抜けるよ」と言って去っていった。しかしながら、シーズン５の後半からこっそり戻っている。GMGのHPには、「一番古くからいるスタッフ」として現在紹介されている。
ダスティン Dustin Deleon
出演：シーズン2 - シーズン3
低い背、大量のヒゲ、スキンヘッドとマイクと似た特徴を持つ。そのせいか非常に仲が良く、いつも2人でふざけ合っている。リチャードにはトムの次にお調子者と言われている。マイクとは違い、頭にタトゥを入れている。ロヴィックで自分の店を開店し独立するため、シーズン3「名珍場面SP1 ガスモンキーの1年」をもって卒業した。
マイク Mike Coy
出演：シーズン2 - 現在
車体および塗装担当。シーズン2第17回からGMGに加入。低い背と、スキンヘッド、指まであるタトゥが特徴。ケーシーがいるため塗装をする機会は少なかったが、いない時はマイクが担当した。ケーシーが辞めてからはペイント・スペシャリストを受け継いでいる。GMGのスタッフには珍しくスーに好かれている。ジェイソンがアーロンに代役を任された際に、あからさまに「俺の方が昔からいるのに」と、不機嫌な態度をとるが、ジェイソンのことは認めている。トムが抜けてからの、GMGのムードメーカー。
制作スケジュールの遅れのしわ寄せで塗装工程にかける時間を削られることが常態化しており、憤慨する場面もしばしば。
マイケル Michael Kaminski
出演：シーズン2
ダフネの息子。リチャードの甥。マイクと同時にシーズン2第17回から加入。GMGで働きたいという事で、母親に頼んで雇ってもらった。大学では心理学を専攻。メカニックとしては素人であり、自分の工具すら持っていなかった。心理学系の専門職についた方が良いとリチャードはアドバイスしたが、本人の意思を尊重し雇い入れた。ただし、親族だからといって特別扱いせずに、逆に厳しく接することが条件だった。
ジェイソン Jason Aker
出演：シーズン2 - 現在
初登場時の肩書きはレストレーション・エキスパート。レストア専門店を営んでおり、シェルビーやカマロのプロ。シーズン2第19回のファイヤーバード2台同時レストアという難題に指揮官として呼ばれ、完成後にその能力を認められてそのままGMGのクルーとなった。この車は博物館に展示されており、ペブルビーチにも出展されている。実物を見たデニスも「見事だ。彼はすご腕だよ」と称えるほど。ただバイクに関しては整備も運転も素人で、リチャードに教えて貰ったほど。真面目で心配性な性格。シーズン４でアーロンが休暇に入る時に、「まとめ役はジェイソンしかいないだろ」と言われ、アーロンが不在の時はマスター・メカニックの代役を務めた。
アーロンがシーズン4をもって辞め、メカニックをまとめる者がいなくなってしまった後は、リチャードから正式にチーフ・メカニックに任命されている。
ジェレミー Jeremy Cheatham
出演：シーズン2 - 現在
加工担当。横分けの髪型が特徴。
チャールズ Charles Cimino
出演：シーズン3 - 現在
配線担当。キャデラックに詳しい助っ人としてシーズン3第5回で初登場。GMGには無いスキルだったので、そのままクルーとなった。アーロンとは14年前に仕事をしたことがある。イタリア系とラテン系の血が入っており、明るい性格。肩に皮膚の疾患があり、袖付きの服を着られない。袖をすべて切りとってしまうため、あだ名は”袖なし”

#### 従業員
クリスティ Christie Brimberry
出演：シーズン1 - 現在
事務担当。当初の肩書きはショップ・アシスタント。その後はオフィス・マネージャーに。店が大きくなりリチャードが多忙になってきたため、事務や雑用のためシーズン1 第6回にて採用された。選ばれた理由は、旦那とリチャードが知人だったから。実家は精肉店で、6人の子供を持つママ。GMGで働いてはいるが車に関しては初心者。リチャード不在時には彼の代理で車の仕入れや販売をする事もあるが、無知ゆえ失敗してしまう事も多い。
ダフネ Daphne Kaminski
出演：シーズン2 - 現在
経理担当。リチャードの姉。シーズン2第7回からGMGの従業員となった。立場上は部下だが、姉なので意見や説教も平気でする。母親のいないリチャードにとって、母親代わりの存在だったため今でも頭が上がらない。ケンカも多かったが、勝つのはいつも姉だった。
トニー Tony Taylor
出演：シーズン1 - 現在
車の仕入れと販売、ネット販売担当。販売する車の写真を撮ってアップするのが仕事。かなりの高齢であり、撮るためにしゃがんだり立ち上がったりするのにも苦労するほど。ボルボなどスウェーデン車に詳しい。

### ガス・モンキー・バー＆グリル
アレックス Alex Mendonsa
GMGから数キロ離れた場所にある2000人収容のレストランで、総支配人（ゼネラルマネージャー）を任されている男性。
カトリーナ Catrina Kidd
建設全体を統括するプロジェクト・マネージャー。

### その他
デニス Dennis Collins
COLLINS BROS JEEPというジープショップを経営しているリチャードのセレブ友達。カー・コレクターでもあり、車の転売なども行っている。特に車体番号に詳しい。フェラーリ・F40、ファイヤーバード、フォードGTなど数十万ドルはする高級車を取り扱う時は、2人で共同で代金を出し合って、のちに得た利益を折半する様にしている。これはもし失敗した場合、1人だと莫大な損失を被ってしまうため。共同なら損失が出ても半分で済むことから、リスクを避けるためにこの手法を取っている。口癖は「Holy Grail（お宝）」で、貴重な車を見つけた時には必ず言う。
スー YU-LAN Martin "SUE"
シーズン1第2回より出演のASM内装店(ASM AUTO Upholstery)の店主。台湾出身。GMGで修理する車の内装の大半を任されている。ただ注文が、期限が短い、料金を値切る、そもそも状態の悪い物が多いなどの理由で、リチャードとは顔を合わせる度にケンカになるが、アーロンやマイクの事は好きで彼等に対しては普通に接する。
トーマス Thomas Weeks
シーズン1第3回から出演している、車の転売屋。シーズン2にてGMGの元従業員3人と共に新ショップFUGを開業する。『ミスフィット・ガレージ』での仕事は、前と同じく買い付けと販売を担当。
ブライアイン Braian Hare
GMGで清掃だけして転売する場合に呼ばれる外注の清掃屋。車を磨き上げるプロ。
ジェイミー Jammie Wells
エンジンのリビルドを請け負う外注業者。エンジン自体の整備には、専門の知識と専用の機材が必要なため専門業者に頼んでいる。
ジェイ・リッキー
リチャードのミリオネアの友人。GMGの顧客の一人で建設会社の社長。トランザム7000を16万ドル、ナイトライダーの車（相場7500ドル程度）を20万ドルで依頼するなど、毎回大枚を落としてくれる上客。

### 著名人のゲスト出演
オレンジ・カウンティ・チョッパーズ
シーズン1第13・14回に出演。バイク番組『アメリカンチョッパー』に出演しているカスタムショップ。両番組との制作会社は一緒であり、コラボ企画のバイク制作対決で共演。
デイル・アーンハート・ジュニア
シーズン2第2回にGMGの顧客として出演。NASCARドライバー。
ジョージ・フォアマン
シーズン2第5回にGMGの顧客として出演。ボクシングヘビー級の元チャンピオン。試乗中に車を盗んで逃走した。
マーク・キューバン
シーズン2第5回にGMGの顧客として出演。ネットバブルに乗り、巨万の富を手に入れた実業家。NBAのダラス・マーベリックスを買収しオーナーにもなっている。
ハンク・ウィリアムス三世（英語: Hank Williams III）
シーズン2第9回にGMバー＆グリルでライブを行った歌手。店の売り上げが伸び悩んでいたため10万ドルのギャラで出演して貰った。
バート・レイノルズ
シーズン2第12・13回に出演。俳優。彼の出演した『トランザム7000』の車を再現する依頼をジェイ・リッキーに頼まれる。
ポール・ウィリアムズ
シーズン2第12・13回に出演。『トランザム7000』にリトル・イーノス役で出演したシンガーソングライター、俳優。
チャック・アレクシナス（英語: Chuck Aleksinas）
シーズン2第19回に出演。元NBAのプロバスケットボール選手。世界で最初に作られたファイヤーバード2台（リチャードは100万ドルと見積もる）をわずか7万ドルで買い叩かれてしまった。
デビッド・ハッセルホフ
シーズン3第8・9回に出演。俳優。彼の出演した『ナイトライダー』の車（ナイト2000）を再現する依頼をジェイ・リッキーに頼まれる。本人役で出演。
エリック・エストラーダ
シーズン3第9回に出演。70年代に『白バイ野郎ジョン&パンチ』で人気を博した俳優。保安官役で出演。
ロードキル
シーズン3第23・24回に出演。デイビッド・フライバーガーとマイク・フィネガンの2人組による車番組。GMGに挑戦状を叩きつけ、ドラッグレース対決でコラボレーションした。
アレックス・タグリアーニ
シーズン5第11回に出演。レーシング・ドライバー。自身にとって大事なレースカーを誤ってオークションに出品してしまい、それを落札したGMGに買い戻すために訪れた。
ゲイリー・シニーズ
シーズン6第8・9回に出演した俳優。負傷した兵役経験者の支援をする彼のゲイリー・シニーズ基金に協力するため、ジープ2台をカスタムし、オークション・バレットジャクソンに出品。売上を寄付した。

## 放送リスト
放送順は日本版のもの。また金額の単位はアメリカ合衆国ドルとする。

### シーズン1
全28回
| 放送リスト | 放送リスト                          | 放送リスト                       | 放送リスト | 放送リスト | 放送リスト | 放送リスト |
| 回         | 日本版タイトル                      | 車種                             | 購入額     | 改造費     | 販売額     | 利益       |
| ---------- | ----------------------------------- | -------------------------------- | ---------- | ---------- | ---------- | ---------- |
| 1          | モデルA                             | 31年式フォード・モデルA          | 4,500      | 11,500     | 21,000     | 5,000      |
| 1          | モデルA                             | ビュイック・リヴィエラ           | 4,500      | 2,500      | 7,700      | 700        |
| 1          | モデルA                             | 53年式シボレー                   | 2,500      | 250        | N/A        | N/A        |
| 2          | ロケット88                          | 50年式オールズモビル・ロケット88 | 7,000      | 12,000     | 25,000     | 6,000      |
| 2          | ロケット88                          | キャデラックの改造               | -          | 2,500      | 4,200      | 1,700      |
| 2          | ロケット88                          | 55年式シボレー・ベルエア         | 10,000     | 0          | 12,000     | 2,000      |
| 3          | キャデラック・ドゥビル              | 52年式フォード・メインライン     | 1,200      | 20,200     | 16,000     | -5,400     |
| 3          | キャデラック・ドゥビル              | 32年式ポンティアック             | 8,500      | 0          | 12,000     | 3,500      |
| 3          | キャデラック・ドゥビル              | ドゥビル                         | 3,500      | 300        | 4,800      | 1,000      |
| 4          | フォード・ギャラクシー              | 64年式ギャラクシー               | 7,000      | 0          | 6,500      | -500       |
| 4          | フォード・ギャラクシー              | 64年式ギャラクシー               | 7,500      | 5,200      | 25,500     | 12,800     |
| 4          | フォード・ギャラクシー              | 83年式リンカーン                 | 5,800      | 0          | 5,300      | -500       |
| 4          | フォード・ギャラクシー              | フォード・F-1                    | 1,300      | 0          | N/A        | N/A        |
| 5          | リンカーン・コンチネンタル・マークⅢ | 70年式リンカーン・マークIII      | 5,000      | 14,000     | 25,000     | 6,000      |
| 5          | リンカーン・コンチネンタル・マークⅢ | フォード・F-250                  | 4,000      | 700        | 4,000      | -700       |
| 5          | リンカーン・コンチネンタル・マークⅢ | オープンホイール                 | 5,000      | N/A        | N/A        | N/A        |
| 6          | フォード・F100                      | 67年式キャデラック               | 5,000      | 500        | 6,250      | 750        |
| 6          | フォード・F100                      | トランザム                       | 5,500      | 0          | 0          | 私物       |
| 6          | フォード・F100                      | フォード・F-100                  | 2,500      | 29,500     | 50,000     | 18,000     |
| 7          | シボレー・フリートマスター          | 74年式コルベット                 | 2,700      | 100        | 4,100      | 1300       |
| 7          | シボレー・フリートマスター          | キャデラック                     | 9,000      | 3,500      | 8,000      | -4,500     |
| 7          | シボレー・フリートマスター          | フリートマスター                 | 13,000     | 9,500      | 11,750     | -10,950    |
| 8          | モデルAロードスター                 | ランブラー                       | 1,200      | 16,900     | 20,000     | 1,900      |
| 8          | モデルAロードスター                 | 41年式ウィリス                   | 7,000      | 0          | 25,000     | 18,000     |
| 8          | モデルAロードスター                 | 31年式モデルA                    | 7,500      | 0          | 9,500      | 2,000      |
| 9          | シボレー・インパラ                  | 消防車                           | 4,250      | 750        | 5,000      | 0          |
| 9          | シボレー・インパラ                  | キャデラック                     | 13,500     | 0          | 14,500     | 1,000      |
| 9          | シボレー・インパラ                  | 64年式インパラ                   | 9,500      | 19,500     | 42,500     | 23,000     |
| 10         | ウッディル・ワイルドファイア        | 92年式ビュイック                 | 2,000      | 2,000      | 0          | -4,000     |
| 10         | ウッディル・ワイルドファイア        | ハーレーダビッドソン             | 4,500      | 0          | N/A        | N/A        |
| 10         | ウッディル・ワイルドファイア        | ワイルドファイア                 | 40,000     | 26,000     | 100,500    | 34,500     |
| 11         | スリーウインドウのフォード          | 32年式フォード                   | 28,000     | 26,700     | 46,000     | -8,700     |
| 11         | スリーウインドウのフォード          | シェルビートラック               | 0          | 0          | 寄付       | 0          |
| 11         | スリーウインドウのフォード          | バン                             | 4,000      | 0          | N/A        | N/A        |
| 12         | フォード・フェアモント              | 67年式コルベット                 | 25,000     | 350        | 35,000     | 9,650      |
| 12         | フォード・フェアモント              | 店のトラック（F-100）            | 0          | 2,251      | 20,000     | 17,749     |
| 12         | フォード・フェアモント              | 78年式フォード・フェアモント     | 3,500      | 17,800     | N/A        | N/A        |
| 13         | シボレー・アパッチ                  | 59年式シボレー・アパッチ         | 4,000      | 4,700      | 14,500     | 5,800      |
| 13         | シボレー・アパッチ                  | 64年式リンカーン・コンチネンタル | 12,500     | 0          | 10,000     | -2,500     |
| 14         | シボレー・アパッチ2                 | シェルビー                       | 25,000     | 500        | 35,000     | 9,500      |
| 15         | フェアレーン・ギャラクシー          | 59年式フェアレーン・ギャラクシー | 3,250      | 5,890      | 22,000     | 12,860     |
| 15         | フェアレーン・ギャラクシー          | 54年式ベルエア                   | 3,250      | 1,200      | 5,700      | 1,250      |
| 15         | フェアレーン・ギャラクシー          | 30年式モデルA                    | 5,800      | 250        | 7,500      | 1,450      |
| 16         | マスタング・コンバーチブル          | 72年式ファイアーバード           | 4,300      | 200        | 5,500      | 1,000      |
| 16         | マスタング・コンバーチブル          | ダッジ・チャージャー             | 4,500      | 100        | 800        | -3,600     |
| 16         | マスタング・コンバーチブル          | 58年式インパラ                   | 13,000     | 0          | 交換       | 8,500      |
| 16         | マスタング・コンバーチブル          | 67年式マスタング                 | 交換       | 14,200     | 事故       | -7,900     |
| 17         | フォード・ブロンコ                  | 76年式フォード・ブロンコ         | 5,500      | 34,500     | 50,000     | 10,000     |
| 17         | フォード・ブロンコ                  | 49年式フォード・F-1              | 1,500      | 200        | 7,000      | 5,300      |
| 17         | フォード・ブロンコ                  | 55年式ポンティアック             | 9,000      | N/A        | N/A        | N/A        |
| 17         | フォード・ブロンコ                  | 40年式ポンティアック             | 9,000      | N/A        | N/A        | N/A        |
| 18         | フォード・ブロンコ2                 | 32年式フォード                   | 36,000     | 4,000      | 33,000     | -7,000     |
| 19         | コルベット・スティングレー          | 58年式メッサーシュミット・KR200  | 10,000     | 0          | 32,000     | 17,000     |
| 19         | コルベット・スティングレー          | ダッジ・チャレンジャー           | 3,800      | 1          | 4,300      | 499        |
| 19         | コルベット・スティングレー          | 67年式コルベット・スティングレー | 39,000     | 11,000     | 60,000     | 10,000     |
| 20         | フォード・サンダーバード            | 58年式コルベット                 | 35,000     | N/A        | 40,000     | 10,998     |
| 20         | フォード・サンダーバード            | 69年式コルベット                 | 35,000     | N/A        | 6,000      | N/A        |
| 20         | フォード・サンダーバード            | 65年式ファイアーバード           | 6,000      | 6,000      | 22500      | 10,500     |
| 21         | フォード・2ドアセダン               | 38年式フォード                   | 4,500      | 9,500      | 35,000     | 21,000     |
| 21         | フォード・2ドアセダン               | ベンツ                           | 4,250      | 0          | 4,100      | -150       |
| 22         | ポンティアック・ボンネビル          | ボンネビル                       | 10,000     | 8,800      | 25,000     | 6,200      |
| 22         | ポンティアック・ボンネビル          | 64年式アウトビアンキ             | 4,000      | 0          | 7,700      | 3,700      |
| 22         | ポンティアック・ボンネビル          | ナッシュ・メトロポリタン         | 0          | 0          | 2,400      | 1,200      |
| 23         | ダッジ・ピックアップ1               | ダッジ・ピックアップトラック     | 750        | 28,850     | 50,000     | 8,000      |
| 23         | ダッジ・ピックアップ1               | 32年式フォード・ロードスター     | 32,000     | 250        | 40,000     | 7,750      |
| 23         | ダッジ・ピックアップ1               | 65年式マスタング                 | 6,000      | 0          | 7,500      | 1,500      |
| 23         | ダッジ・ピックアップ1               | 52年式シボレー                   | 2,000      | 500        | 10,000     | 7,500      |
| 24         | ダッジ・ピックアップ2               | デルタ88                         | 4,500      | 0          | 0          | -4,500     |
| 25         | フェラーリF40パート1                | フェラーリ・F40                  | 0          | 295,000    | 395,000    | 100,000    |
| 25         | フェラーリF40パート1                | 65年式ギリグ・スクールバス       | 5,000      | 4,500      | 50,000     | 40,500     |
| 26         | フェラーリF40パート2                | 66年式ポルシェ・911S             | 42,000     | 0          | 54,000     | 12,000     |
| 26         | フェラーリF40パート2                | 1917年式REOモデルM               | 6,500      | 15         | 19,000     | 12,485     |
| 27         | 67年式フォード・ギャラクシー1       | 32年式プリムス                   | 20,000     | 100        | 26,500     | 6,400      |
| 27         | 67年式フォード・ギャラクシー1       | 51年式ナッシュ・ヒーリー         | 42,500     | 0          | 99,100     | 56,600     |

### シーズン2
全29回＋番外編2回
| 放送リスト | 放送リスト                        | 放送リスト                                             | 放送リスト | 放送リスト | 放送リスト | 放送リスト |
| 回         | 日本版タイトル                    | 車種                                                   | 購入額     | 改造費     | 販売額     | 利益       |
| ---------- | --------------------------------- | ------------------------------------------------------ | ---------- | ---------- | ---------- | ---------- |
| 1          | 67年式フォード・ギャラクシー2     | 67年式フォード・ギャラクシー                           | 5,000      | 15,000     | 23,500     | 3,500      |
| 2          | シボレー・ノマド                  | 56年式シボレー・ノマド                                 | 26,000     | 22,350     | 75,000     | 26,650     |
| 2          | シボレー・ノマド                  | 74年式デ・トマソ・パンテーラ                           | 17,000     |            |            |            |
| 3          | フォード・カブリオレ              | 32年式フォード・カブリオレ                             | 30,000     | 7,500      | 42,500     | 5,000      |
| 3          | フォード・カブリオレ              | 車4台+パーツ                                           | 50,000     | N/A        | N/A        | N/A        |
| 3          | フォード・カブリオレ              | 62年式シボレー・コルベット                             | 18,500     | 0          | 20,000     | 1,500      |
| 4          | COPOカマロ                        | 2003年式シボレー・カマロCOPO                           | 103,000    |            |            |            |
| 4          | COPOカマロ                        | 97年式ハーレーダビッドソン・スポーツスターS            |            | 7,500      |            |            |
| 4          | COPOカマロ                        | 30年式モデルA                                          | 5,500      | 0          | 15,500     | 10,000     |
| 5          | フォード・カスタムライン          | 55年式フォード・カスタムライン                         | 3,500      | 8,000      | 50,000     | 38,500     |
| 5          | フォード・カスタムライン          | 38年式アストンマーティン・ロードスター                 | 130,000    | 3,500      | 非公開     | 非公開     |
| 5          | フォード・カスタムライン          | 52年式ナッシュ・ヒーリー                               | 130,000    | 0          | 非公開     | 非公開     |
| 5          | フォード・カスタムライン          | 53年式ナッシュ・ヒーリー                               | 130,000    | 0          | 非公開     | 非公開     |
| 5          | フォード・カスタムライン          | 1919年式ナッシュ・ロードスター                         | 0          | 250        | 12,100     | 11,850     |
| 6          | シボレー・ベルエア1               | 60年式シボレー・ベルエア                               | 8,000      | 31,600     | 60,000     | 20,400     |
| 6          | シボレー・ベルエア1               | 68年式キャデラック・ドゥビル                           | 2,000      | 2,000      | 400        | -3,600     |
| 6          | シボレー・ベルエア1               | 68年式リンカーン・マークV                              | 5,500      |            |            |            |
| 6          | シボレー・ベルエア1               | 88年式ザスタバ・ユーゴ                                 | 900        | 0          | 3,050      | 2,150      |
| 6          | シボレー・ベルエア1               | バイク数台                                             | 10,100     |            |            |            |
| 6          | シボレー・ベルエア1               | 49年式ビュイック・ロードマスター                       | 12,000     | 0          | 20,000     | 8,000      |
| 6          | シボレー・ベルエア1               | 78年式ジャガー・XJS                                    | 5,000      |            |            |            |
| 7          | シボレー・ベルエア2               | 48年式リンカーン・ゼファー                             | 15,500     | 1,500      | 20,000     | 3,000      |
| 8          | 人力飛行機作りに挑戦              | 50年式ダッジ・ウェイファーラー・コンバーチブル         | 4,500      | 1,500      | 11,800     | 5,800      |
| 9          | シボレー・キングスウッド          | 71年式シボレー・キングスウッド                         | 6,500      | 16,100     | 42,000     | 19,400     |
| 9          | シボレー・キングスウッド          | 80年式アリソン・MG TD レプリカー                       | 800        | 400        | 5,500      | 4,700      |
| 9          | シボレー・キングスウッド          | 69年式フォード・-F-100                                 | 75         | 80         | 5,900      | 5,745      |
| 10         | レンタル用シェルビー・マスタング1 | 68年式シェルビー・コブラ・マスタング・GT350            | 28,000     | 50,000     | 95,000     | 17,000     |
| 10         | レンタル用シェルビー・マスタング1 | 62年式スチュードベーカー・ラーク                       | 100        | 0          | 2,750      | 2,650      |
| 10         | レンタル用シェルビー・マスタング1 | 78年式ダッジ・サテライト                               | 100        | 0          | 350        | 250        |
| 10         | レンタル用シェルビー・マスタング1 | 67年式ロータス・コルチナ                               | 60,000     | 0          | 65,000     | 0          |
| 10         | レンタル用シェルビー・マスタング1 | 64年式アンフィカー                                     | 20,000     | 0          | 25,000     | 5,000      |
| 11         | レンタル用シェルビー・マスタング2 | 61年式フォード・ファルコン                             | 5,500      | 500        | 8,000      | 2,000      |
| 11         | レンタル用シェルビー・マスタング2 | 2013年式COPOカマロ・ローリングシャシー計11台           | 600,000    | N/A        | N/A        | N/A        |
| 12         | ポンティアック・トランザム1       | 77年式ポンティアック・トランザム                       | 25,000     | N/A        | 160,000    | N/A        |
| 13         | ポンティアック・トランザム2       | 73年式AMC・グレムリンX                                 | 3,000      |            |            |            |
| 14         | 5台一挙放出                       | 81年式ロールス・ロイス・シルヴァースパー               | 10,000     | 5,300      | 17,000     | 1,700      |
| 14         | 5台一挙放出                       | 65年式AC・コブラレプリカ                               | 26,950     | 0          | 30,000     | 3,050      |
| 14         | 5台一挙放出                       | 29年式フォード・モデルA・ビジネス・クーペ              | 11,000     | 0          | 13,500     | 2,500      |
| 14         | 5台一挙放出                       | 30年式フォード・モデルA・ソルトフラッツ・レプリカ      | 29,150     | 0          | 23,200     | -5,950     |
| 14         | 5台一挙放出                       | 32年式ハドソン・エセックス                             | 14,300     | 0          | 22,000     | 7,700      |
| 15         | フォード・ファルコン・レースカー  | 63年式フォード・ファルコン・レースカー                 | 15,000     | N/A        | 55,000     | N/A        |
| 15         | フォード・ファルコン・レースカー  | 54年式シボレー・5ウィンドウ                            | 15,500     | 0          | 25,000     | 9,500      |
| 16         | マスタング・ファストバック        | 72年式フォード・マスタング・ファストバック             | 7,500      | 5,200      |            |            |
| 16         | マスタング・ファストバック        | 69年式フォード・マスタング・ボス429                    | 127,000    | 1,800      | 160,000    | 31,200     |
| 16         | マスタング・ファストバック        | 69年式ジャガー・Eタイプ                                | 4,000      | 0          | 6,800      | 2,800      |
| 17         | ジープ・ラングラー                | 2006年式ジープ・ラングラーの改造依頼                   | -          | 6,000      | 10,000     | 4,000      |
| 17         | ジープ・ラングラー                | 75年式ブルックリン・SV-1                               | 3,000      | 0          | 6,100      | 3,100      |
| 17         | ジープ・ラングラー                | 2013年式COPOカマロ・ローリングシャシー                 | 55,000     | 0          | 65,000     | 10,000     |
| 18         | シボレー・フリートライン          | 57年式シボレー・2ドア                                  | 1,800      | 0          | 8,800      | 7,000      |
| 18         | シボレー・フリートライン          | 59年式シボレー・エルカミーノ（赤）                     | N/A        | N/A        | N/A        | -50        |
| 18         | シボレー・フリートライン          | 59年式シボレー・エルカミーノ（青）                     | 14,000     | 0          | 22,000     | 8,000      |
| 18         | シボレー・フリートライン          | [シェルビー・GT350・コンバーチブル                     | 110,000    | 0          | 110,000    | 中止       |
| 18         | シボレー・フリートライン          | シェルビー・GT350・ハーツカー                          | 110,000    | 0          | 110,000    | 中止       |
| 18         | シボレー・フリートライン          | GMG製52年式シボレー・フリートライン                    | 50,000     | -          | 店展示     | -          |
| 18         | シボレー・フリートライン          | 73年式ダッジ・トレイズマン                             | 0          | 0          | 5,100      | 5,100      |
| 18         | シボレー・フリートライン          | 72年式ピント                                           | N/A        | N/A        | N/A        | N/A        |
| 18         | シボレー・フリートライン          | 70年式フォード・ブロンコ                               | 1,500      | 500        | 8,000      | 6,000      |
| 18         | シボレー・フリートライン          | 34年式プリムス・クーペ                                 | 8,000      | 500        | 12,500     | 4,000      |
| 18         | シボレー・フリートライン          | 30年式フォード・モデルA                                | 5,000      | 0          | 8,000      | 3,000      |
| 18         | シボレー・フリートライン          | 60年式シボレー・エルカミーノ（黒）                     | 1,000      | 0          | 6,250      | 5,250      |
| 19         | ポンティアック・ファイヤーバード1 | 67年式ポンティアック・ファイヤーバードシリアル番号1＆2 | 70,000     | 340,000    | 650,000    | 240,000    |
| 19         | ポンティアック・ファイヤーバード1 | 37年式リンカーン・ゼファー・クーペ                     |            |            |            |            |
| 20         | 未公開映像SP                      |                                                        |            |            |            |            |
| 21         | ポンティアック・ファイヤーバード2 | 49年式マーキュリー・2ドア・クーペ                      | 12,500     | 975        | 19,000     | 5,525      |
| 21         | ポンティアック・ファイヤーバード2 | 67年式フォード・F-100                                  |            | 1,300      |            |            |
| 22         | パンテーラ                        |                                                        |            |            |            |            |
| 23         | フォード・モデルA 1               |                                                        |            |            |            |            |
| 24         | フォード・モデルA 2               |                                                        |            |            |            |            |
| 25         | シボレー・カマロSS 1              |                                                        |            |            |            |            |
| 26         | シボレー・カマロSS 2              |                                                        |            |            |            |            |
| 27         | パイクスピーク参戦 1              |                                                        |            |            |            |            |
| 28         | パイクスピーク参戦 2              |                                                        |            |            |            |            |
| 29         | 衝撃動画SP                        |                                                        |            |            |            |            |
|            | 名場面トップ50                    |                                                        |            |            |            |            |
|            | 名珍場面SP2 ガスモンキーの歴史    |                                                        |            |            |            |            |

### シーズン3
全28回＋番外編1回
| 放送リスト | 放送リスト                             | 放送リスト                                                        | 放送リスト | 放送リスト | 放送リスト | 放送リスト |
| 回         | 日本版タイトル                         | 車種                                                              | 購入額     | 改造費     | 販売額     | 利益       |
| ---------- | -------------------------------------- | ----------------------------------------------------------------- | ---------- | ---------- | ---------- | ---------- |
| 1          | フォルクスワーゲン・マイクロバス       | 66年式フォルクスワーゲン・タイプ2                                 | 2,000      | 38,000     | 35,000     | -5,000     |
| 2          | クールなインパラ                       | 34年式フォード                                                    | 25,000     | 0          | 29,995     | 4,995      |
| 2          | クールなインパラ                       | 65年式インパラ                                                    | 2,500      | 29,650     | 75,000     | 42,850     |
| 3          | シボレーC10パート1                     | 76年式シボレーC10                                                 | 5,000      | 102,000    | 85,000     | 0 寄付     |
| 4          | シボレーC10パート2                     | 51年式キャデラック・ドゥビル                                      | 14,000     | 0          | 10,000     | -4,000     |
| 4          | シボレーC10パート2                     | 66年式リンカーン・コンチネンタル                                  | 4,000      | 0          | 4,000      | 0          |
| 5          | ピンクのキャデラック1                  | 67年式＆69年式ジャガー・Eタイプ                                   | 25,000     | 0          | 40,000     | 15,000     |
| 6          | ピンクのキャデラック2                  | 55年式キャデラック・セダン・ドゥビル                              | 25,000     | 25,000     | 100,000    | 50,000     |
| 7          | ダッジ・チャレンジャーR/T 1            | 71年式ダッジ・チャレンジャーR/T                                   | 42,000     | 35,000     | 150,000    | 73,000     |
| 7          | ダッジ・チャレンジャーR/T 1            | 57年式シボレー・ショートバス                                      | 7,000      | N/A        | N/A        | N/A        |
| 8          | 「ナイトライダー」の車 パート1         | 85年式ポンティアック・トランザム                                  | 15,000     | N/A        | 150,000    | N/A        |
| 9          | 「ナイトライダー」の車 パート2         | 32年式シボレー                                                    | [ * 27 ]   | N/A        | 12,800     | N/A        |
| 10         | ダッジ・チャレンジャーR/T 2            | 32年式プリムス・クーペ                                            | 6,350      | 0          | 10,000     | 3,650      |
| 11         | ダッジ・コロネット                     | 69年式シボレー・マリブ                                            | 5,500      | 0          | 0          | -5,500     |
| 11         | ダッジ・コロネット                     | 68年式ダッジ・コロネット                                          | 6,500      | 6,100      | 47,600     | 35,000     |
| 11         | ダッジ・コロネット                     | 79年式シボレー・カマロZ28                                         | 10,000     | 0          | 30,000     | 20,000     |
| 12         | バレットジャクソンへの道 パート1       | 68年式シボレー・インパラ                                          | 12,500     | 17,500     | 46,000     | 16,000     |
| 12         | バレットジャクソンへの道 パート1       | 64年式コルベット・スティングレイ                                  | 31,000     | 26,500     | 70,000     | 12,500     |
| 12         | バレットジャクソンへの道 パート1       | 69年式フォード・F-100                                             | 30,000     | 5,000      | 39,000     | 4,000      |
| 12         | バレットジャクソンへの道 パート1       | 71年式シボレー・キングスウッド                                    | 代理       | 0          | 33,000     | 3,300      |
| 13         | バレットジャクソンへの道 パート2       | 68年式シェルビー・マスタングGT350                                 | N/A        | 81,000     | 97,000     | 16,000     |
| 13         | バレットジャクソンへの道 パート2       | 72年式デ・トマソ・パンテーラ                                      | 300,000    | N/A        | 博物館     | N/A        |
| 14         | 300ドルのシボレーG10バン               | 76年式シボレー・G10                                               | 300        | N/A        | N/A        | N/A        |
| 14         | 300ドルのシボレーG10バン               | 71年式プリムス・バラクーダ                                        | 280,000    | N/A        | N/A        | N/A        |
| 14         | 300ドルのシボレーG10バン               | 78年式シボレー・K20                                               | 3,500      | 0          | 部品取り   | -3,500     |
| 15         | オールズモビル・カトラス パート1       | 78年式オールズモビル・カトラス                                    | 3,500      | 19700      | N/A        | N/A        |
| 16         | オールズモビル・カトラス パート2       | 38年式メルセデス・ベンツ・230Bカブリオレ                          | 85,000     | 20.000     | 125,000    | 20,000     |
| 16         | オールズモビル・カトラス パート2       | 67年式シボレー・インパラ                                          | 22,000     | 0          | 28,000     | 6,000      |
| 17         | 真っ赤なキャデラック・コンバーチブル 1 | 67年式キャデラック・ドゥビル                                      | 17,000     | 59,400     | 150,000    | 73,600     |
| 17         | 真っ赤なキャデラック・コンバーチブル 1 | 66年式ボルボ・P1800                                               | 8,800      | 0          | 12,000     | 3,200      |
| 17         | 真っ赤なキャデラック・コンバーチブル 1 | 56年式ジャガー・XK・ロードスター                                  | 80,000     | 0          | 55,000     | -25,000    |
| 17         | 真っ赤なキャデラック・コンバーチブル 1 | 57年式ジャガー・XK・コンバーチブル                                | 80,000     | 0          | 55,000     | -25,000    |
| 17         | 真っ赤なキャデラック・コンバーチブル 1 | 32年式フォード・5ウィンドウ・クーペ                               | 18,000     | N/A        | N/A        | N/A        |
| 17         | 真っ赤なキャデラック・コンバーチブル 1 | モデルA・クーペ                                                   | 18,000     | N/A        | N/A        | N/A        |
| 17         | 真っ赤なキャデラック・コンバーチブル 1 | 32年式フォード・トラック                                          | 18,000     | N/A        | N/A        | N/A        |
| 18         | 真っ赤なキャデラック・コンバーチブル 2 | 70年式フェラーリ・365GT                                           | 140,000    | 5,000      | 199,000    | 54,000     |
| 19         | フォードGT パート1                     | 2005年式フォード・GT                                              | 140,000    | 101,500    | N/A        | N/A        |
| 19         | フォードGT パート1                     | 初代シボレー・カマロ16台＋パーツ                                  | 150,000    | 0          | 200,000    | 25,000     |
| 20         | フォードGT パート2                     | バイク                                                            | 60,000     | N/A        | N/A        | N/A        |
| 20         | フォードGT パート2                     | 72年式プリムス・GTX                                               | 42,000     | 0          | 37,500     | -4,500     |
| 20         | フォードGT パート2                     | 映画『アイアンマン』で使用された65年式シェルビー・コブラ          | 22,000     | 0          | 75,000     | 53,000     |
| 21         | フォード 5ウインドウ・クーペ パート1   | 32年式フォード・5ウインドウ・クーペ                               | 25,000     | 17,500     | 45,000     | 2,500      |
| 21         | フォード 5ウインドウ・クーペ パート1   | 74年式ポンティアック・トランザムSD-455                            | 35,000     | 0          | 45,000     | 10,000     |
| 22         | フォード 5ウインドウ・クーペ パート2   | 74年式フォード・ランチェロ                                        | 2,250      | N/A        | N/A        | N/A        |
| 22         | フォード 5ウインドウ・クーペ パート2   | 96年式シボレー・コルベット コレクターズエディション               | 5,000      | 0          | 10,000     | 5,000      |
| 23         | ダッジ・ダート パート1                 | 69年式ダッジ・ダート                                              | 4,500      | N/A        | 68,000     | N/A        |
| 23         | ダッジ・ダート パート1                 | 69年式シボレー・カマロ                                            | 16,000     | N/A        | N/A        | N/A        |
| 24         | ダッジ・ダート パート2                 | 映画『コルベット・サマー』の車                                    | 20,000     | N/A        | N/A        | N/A        |
| 24         | ダッジ・ダート パート2                 | 67年式フォード・F-100                                             | 1,500      | N/A        | N/A        | N/A        |
| 25         | パッカード出展 パート1                 | 29年式パッカード・645                                             | 400,000    | N/A        | N/A        | N/A        |
| 25         | パッカード出展 パート1                 | 2003年式ハーレーダビッドソン・FLSTCヘリテイジソフテイルクラシック | 5,500      | 4,000      | 16,000     | 6,500      |
| 25         | パッカード出展 パート1                 | 2003年式ベノム・チョッパー                                        | 2,500      | 1,000      | 8,800      | 5,300      |
| 25         | パッカード出展 パート1                 | 72年式ホンダ・トレール50                                          | 500        | 1,000      | 5,200      | 3,700      |
| 25         | パッカード出展 パート1                 | 62年式トライアンフ・T120                                          | 3,300      | 1,000      | 11,750     | 7,450      |
| 25         | パッカード出展 パート1                 | BMW・R75-5                                                        | 3,000      | 1,000      | 6,600      | 2,450      |
| 25         | パッカード出展 パート1                 | 79年式AMFハーレーダビッドソン・スポーツスター                     | 1,000      | 1,000      | 4,800      | 2,800      |
| 26         | パッカード出展 パート2                 | デュアルギア シリアル番号1                                        | 非公開     | N/A        | N/A        | N/A        |
| 27         | ビュイック・リヴィエラ                 | 69年式ビュイック・リヴィエラ                                      | 10,000     | 10,000     | 27,000     | 7,000      |
| 28         | ポルシェ996 パート1                    |                                                                   |            |            |            |            |
|            | 名珍場面SP1 ガスモンキーの1年          |                                                                   |            |            |            |            |

### シーズン4
全15回＋番外編5回
| 放送リスト | 放送リスト                                |
| 回         | 日本版タイトル                            |
| ---------- | ----------------------------------------- |
| 1          | ポルシェ996 パート2                       |
| 2          | シボレー3100 ピックアップトラック パート1 |
| 3          | シボレー3100 ピックアップトラック パート2 |
| 4          | パンテーラ大改造 パート1                  |
| 5          | パンテーラ大改造 パート2                  |
| 6          | バレットジャクソンと1955年式シボレー 1    |
| 7          | ハーレーダビッドソンWLA                   |
| 8          | 四駆のシボレー・カマロ                    |
| 9          | 1980年式シボレー・エルカミーノ パート1    |
| 10         | 1980年式シボレー・エルカミーノ パート2    |
| 11         | バレットジャクソンと1955年式シボレー 2    |
| 12         | フォルクスワーゲン・ビートル              |
| 13         | 思い出のマーキュリー・コメット            |
| 14         | さらばアーロン／レース対決 パート1        |
| 15         | レース対決 パート2                        |
| 番外編     | 回想SP-フロリダ編                         |
| 番外編     | 回想SP-お気に入り編                       |
| 番外編     | 回想SP-Q&A編                              |
| 番外編     | 100回記念SP                               |
| 番外編     | 旅立ち                                    |

### シーズン5
全16回
| 放送リスト | 放送リスト                                 |
| 回         | 日本版タイトル                             |
| ---------- | ------------------------------------------ |
| 1          | 1973年式シボレー P30                       |
| 2          | 1965年式マスタングGT                       |
| 3          | 1934年式フォード・クーペ                   |
| 4          | 続・1934年式フォード・クーペ               |
| 5          | 75年式ダットサン280Z                       |
| 6          | 続・75年式ダットサン280Z                   |
| 7          | 1959年式フォードF100                       |
| 8          | 続・1959年式フォードF100                   |
| 9          | 1964年式フォード・ギャラクシー             |
| 10         | 続・1964年式フォード・ギャラクシー         |
| 11         | 1992年式シボレーC3500デューリー            |
| 12         | 続・1992年式シボレーC3500デューリー        |
| 13         | 1933年式フォード・ピックアップトラック     |
| 14         | 続・1933年式フォード・ピックアップトラック |
| 15         | 1952年式シボレー・クーペ                   |
| 16         | 続・1952年式シボレー・クーペ               |

### シーズン6
全回
| 放送リスト | 放送リスト                                     |
| 回         | 日本版タイトル                                 |
| ---------- | ---------------------------------------------- |
| 1          | シーマ・デビュー                               |
| 2          | 1968年式マスタング                             |
| 3          | インターナショナルスカウトII                   |
| 4          | 63年式コルベット・スティングレイ               |
| 5          | 1937年式ビュイック・インディーレーサー パート1 |
| 6          | 1972年式ビュイック・リヴィエラ パート2         |
| 7          | 1937年式ビュイック・インディーレーサー パート2 |
| 8          | 1981年式ジープＣＪ７ パート１                  |
| 9          | 2018年式ジープ・ラングラー                     |
| 10         | 1963年式キャディラック                         |
| 11         | 1969年式のプリムス・サテライト                 |
| 12         | ブレディ家のプリムス                           |
| 13         | 1967年式ファイヤーバード                       |
| 14         | 1951年式フォルクスワーゲン・サンババス         |
| 15         | 1968年式フォード・ギャラクシー                 |
| 16         | 1969年式カマロ                                 |
| 17         | トム・スミスSP                                 |
| 18         | ファン投票                                     |
| 19         | カーチェイスSP                                 |